# Ендру Кевин Вокер
Ендру Кевин Вокер (енгл. Andrew Kevin Walker; рођен 14. августа 1964. у Алтуни, Пенсилванија) амерички је сценариста.
Познат је по томе што је написао филм Седам (1995), за који је добио номинацију за награду БАФТА за најбољи оригинални сценарио, као и неколико других филмова, укључујући 8мм (1999), Успавана долина (1999) и многе некредитоване преправке сценарија.